# Affaire de la Casa Pia
 (novembre 2010).
 (septembre 2020).
Si vous disposez d'ouvrages ou d'articles de référence ou si vous connaissez des sites web de qualité traitant du thème abordé ici, merci de compléter l'article en donnant les références utiles à sa vérifiabilité et en les liant à la section « Notes et références ».
L’affaire de la Casa Pia est un cas d'abus sexuels et de prostitution d'enfants impliquant des enfants et des employés de l'établissement étatique portugais pour enfants pauvres et orphelins Casa Pia (« la Maison pieuse »), ainsi que des personnalités extérieures, qui auraient été clients du réseau de prostitution. L'affaire implique des personnalités publiques et politiques, qui sont inculpées pour divers crimes dont des abus et viols d'enfants ainsi que des complicités, et pour certaines condamnées à de la prison ferme, dont le présentateur de télévision vedette Carlos Cruz (en), l'ancien ambassadeur du Portugal à l'UNESCO Jorge Ritto, et l'ancien gouverneur de Casa Pia Manuel Abrantes,,. Plusieurs hauts responsables politiques dont des présidents sont accusés d'avoir ignoré les plaintes d'abus systématiques dans les établissements pendant au moins 20 ans. L'existence d'un réseau de prostitution de plus de 100 garçons est ainsi révélé, au sein d'une organisation qui comptait 10 orphelinats et écoles s'occupant de plus de 4000 enfants. Le scandale débute en septembre 2002 lorsque la mère d'un pensionnaire, connu sous le nom de Joël, s'est plainte d'abus par Carlos Salvino, employé d'une des maisons de Casa Pia, après que Joël lui ai dit avoir été violé par ce dernier,.
En 2010, huit procès avaient eu lieu, dont certains menant à la condamnation d'anciens enfants de Casa Pia. En 2010, à la suite d'un procès de près de six ans lors duquel 32 victimes présumées témoignent, six personnes sont condamnés à de la prison ferme, avec des peines allant de cinq à sept ans de prison, et 18 ans pour Carlos Silvino, l'employé qui avait abusé de garçons des centaines de fois et les avaient prostitués à d'autres hommes. La seule femme inculpée dans ce procès, accusée d'avoir laissé sa maison d'Elvas être utilisée par des pédophiles pour des « orgies », est acquittée,,.

## Historique
La Casa Pia est une institution caritative publique de renom, un foyer de jeunes orphelins et d’enfants défavorisés, fondé en 1780, et qui gère dans tout le pays une dizaine de centres qui accueillent environ 4 600 mineurs. C’est avec effroi que les Portugais ont ainsi découvert que durant près de trente ans, 128 enfants (mars 2003), dont la majorité étaient orphelins, mais aussi sourds et muets ou même handicapés mentaux, auraient été abusés dans l’indifférence des directeurs de l’école et des autorités publiques.
Si le scandale éclate en 2002, il est révélé ensuite que la prédécesseur du président portugais Jorge Sampaio, le général Ramalho Eanes, était au courant d'accusations de réseau de prostitution 20 ans auparavant, mais les plaintes auprès de la police de l'époque semblent n'avoir donné aucune suite ou avoir disparu.
Il s’agit du plus gros scandales de mœurs jamais connu au Portugal depuis la révolution des Œillets en 1974. Plusieurs noms de personnalités ont été cités parmi les adultes impliqués dans ce vaste réseau de pédomanes, organisé par un ancien gardien de l’école, Carlos Silvino, alias Bibi. D’après l’accusation, celui-ci choisissait ses victimes « parmi les enfants spécialement vulnérables, en manque d’affection et sans références parentales masculines ».
Le lundi 29 décembre, le procureur général de la République, José Souto Moura, a accusé formellement dix hautes personnalités d’avoir commis des « violences sexuelles sur enfants et d’exercer la prostitution de mineurs ». Parmi les inculpés figurent :
- des stars du show-biz, dont l’humoriste Herman José et le présentateur vedette, Carlos Cruz, 62 ans, qui devait être l’égérie du Portugal à la Coupe d’Europe de football de 2004. Il avait déjà été inquiété pour des faits similaires dans les années 1980 : on avait à l’époque retrouvé chez lui des cartons à chaussures pleins de photos d’enfants, mais ces pièces à conviction avaient mystérieusement disparu et les choses en étaient restées là ;
- des notables comme l’archéologue Francisco Alves et le médecin Ferreira Diniz, connu du grand public pour avoir animé une émission quotidienne sur la radio catholique Radio Renascença, et qui aurait fait subir des examens aux enfants de la Casa Pia, afin de s’assurer qu’ils ne souffraient pas d’infections vénériennes avant leur introduction dans le réseau de ces pédomanes de la haute société ;
- un dignitaire de la haute diplomatie, l’ancien ambassadeur Jorge Ritto, pour lequel, dans sa résidence, auraient été organisées des orgies au cours desquelles des enfants de la Casa Pia étaient livrés par Bibi à des notables ;
- l’ancien ministre du Travail et de la Solidarité et actuel député socialiste Paulo Pedroso, 38 ans, très populaire pour avoir introduit le RMI au Portugal ;
- des anciens élèves ont évoqué d’autres orgies pédophiles qui se seraient déroulées dans une villa tranquille de l’Alentejo où Bibi les emmenait et où soixante personnes auraient participé.

Les personnalités impliquées étaient toutes connues pour leurs opinions de gauche, or la pédocriminalité n’épargnant, a priori, aucun camp politique, les proches des accusés ont utilisé cette particularité du dossier, pour crier au complot politique et sont allés jusqu’à accueillir le député Paulo Pedroso comme un héros au Parlement, lorsqu’il a été remis en liberté provisoire. Selon Pedro Namora, ancien de la Casa Pia, aujourd’hui, avocat réputé, et qui coordonne le réseau des anciennes victimes : « dès que des notables ont été mis en cause, les politiques ont découvert qu’il fallait réformer le Code pénal et renforcer la présomption d’innocence. Ils sont vite passés des droits de l’enfant à celui des accusés. Et ils ont oublié les victimes ».
En fait, aucun des contrôles sociaux n’a fonctionné, ni aucune enquête de police, or le pouvoir connaissait depuis longtemps les éléments suivants :
- en 1975, déjà dénoncé par des professeurs de la Casa Pia pour « pratiques pédophiles », Bibi est interrogé par la police avant d’être relâché ;
- en 1982, la secrétaire d’État à la Famille Teresa Costa Macedo, donne l’alerte, en fournissant dans un rapport des preuves d’actes de pédomanie au sein de la Casa Pia, mais son rapport est classé sans suite. Elle accuse aujourd’hui Antonio Eanes (président de la République entre 1976 et 1986), d’avoir fermé les yeux. La police judiciaire a récemment reconnu que ces documents ont été détruits en 1993 ;
- en 1989, le même Bibi est expulsé pour « pratiques pédophiles », mais sera réintégré deux ans plus tard par une décision de justice.

Un reporter de la chaîne de télévision SIC commente : « Cela fait longtemps que les gens savent ce qui se trame dans la Casa Pia. Le scandale a été étouffé grâce à la complicité de hauts responsables de l’État ».
José Antonio Saraiva, chroniqueur vedette de l’hebdomadaire Expresso a commenté ainsi : « Cela va être dur d’avoir à nouveau confiance envers les autorités de notre pays. Le malaise s’est installé dans toute notre société ».
Le président portugais, Jorge Sampaio, a promis que la justice serait appliquée « les yeux fermés » dans cette affaire qui secoue depuis novembre 2002 le Portugal : « Il faut que la justice se fasse, qu’on aille jusqu’au bout et que cette tragédie qui a perduré pendant vingt ans soit effectivement jugée pour que tous puissent respirer ». Quoi qu’il en soit, beaucoup de personnalités ne seront jamais inquiétées, car, prescription oblige, les juges ne s’attachent qu’aux faits commis depuis 1995.

## Chronologie
- Septembre 2001 : Paula Cruz porte plainte pour le viol par sodomie de son fils Fabio Cruz à l’âge de 9 ans, par un homme à tout faire de la Casa Pia, Carlos Silvino, alias Bibi, âgé de 46 ans.

- 25 novembre 2002 : Fabio Cruz, ancien pensionnaire de la Casa Pia raconte son histoire dans l’hebdomadaire portugais Expresso. Son témoignage est le départ d’une avalanche de révélations faites par des anciens pensionnaires se déclarant toutes victimes.

- Le chauffeur de la Casa Pia, Carlos Silvino, est arrêté. L’homme, connu sous le surnom de Bibi, se serait rendu coupable d’une trentaine d’actes de violence sexuelle sur des mineurs. Il aurait aussi livré des enfants à de riches clients - une pratique qui remonte à plus de trente ans selon certaines victimes.

- 22 mai 2003 : Arrestation de Paulo Pedroso, ancien ministre du Travail et de la Solidarité, député socialiste et numéro deux du PS. La consternation de l’opinion publique se transforme alors en un profond malaise politique et moral. À la suite de cette arrestation de Paulo Pedroso, plusieurs responsables socialistes crient au complot et à la calomnie.

- 29 mai 2003 : Le président de la République, Jorge Sampaio, fait une déclaration solennelle pour se porter garant devant le pays du bon fonctionnement des institutions.

- 4 juin 2003 : Le secrétaire général du PS est à son tour convoqué par la justice portugaise pour avoir tenté de faire obstruction à l’enquête sur la responsabilité de Paulo Pedroso, ce qui a amené les socialistes à jouer profil bas.

- Début juin : arrestation de six autres personnalités de la société portugaise.

- 1er septembre 2003 : Les avocats de six des treize inculpés ont déposé un recours contre le juge chargé du dossier, Rui Texeira, accusé de partialité, car ce magistrat aurait porté atteinte aux droits de la défense en décidant que la confrontation entre les inculpés et une trentaine de victimes - toutes mineures - se ferait par vidéo interposée. Demande de dessaisissement rejetée par la chambre d’appel de Lisbonne.

- 13 septembre 2003 : L’hebdomadaire Expresso révèle que dans les années 1970, des employés de la compagnie audiovisuelle publique, la RTP, auraient filmé des viols sur des mineurs de la Casa Pia, et auraient revendu certains enregistrements à l’étranger.

- À l’automne 2003, une « marche blanche », a été organisée à Lisbonne pour canaliser l’émotion qui avait submergé la population. La nouvelle directrice de Casa Pia, Catalina Pestana, s’est, à cette occasion résolument placée du côté des élèves en déclarant : « Je n’ai pas fait la rRévolution des Œillets en 1974 pour arriver à un tel scandale ! ». Acclamée par la foule, elle a réclamé « justice pour les enfants ! » et elle apporte toute l’aide nécessaire aux autorités de police, rompant ainsi avec l’habitude complice qui conduit souvent un responsable à tenter d’étouffer ou de « régler le problème en interne », afin de ne pas ternir l’image de l’institution.

- 19 octobre 2003 : Début du procès à huis clos de l’ancien chauffeur et gardien de l’école, Carlos Silvino, alias Bibi.

- 28 octobre 2003 : Après avoir été reporté à deux reprises, nouveau rebondissement lorsque l’avocat de Carlos Silvino, alias Bibi, a réclamé le remplacement du magistrat qui préside le collectif de juges chargé du procès. Cette demande entraîne « une suspension du procès jusqu’à ce que la cour se prononce » sur cette question.

- Lundi 29 décembre 2003 : Le procureur général de la République, José Souto Moura, a accusé formellement dix hautes personnalités d’avoir commis des « violences sexuelles sur enfants et d’exercer la prostitution de mineurs ».

- 5 mai 2004 :
  - Carlos Cruz (en), 63 ans, présentateur vedette de la télévision portugaise, en détention préventive depuis février 2003, et l’un des dix présumés pédophiles, a été placé en résidence surveillée par une cour d’appel et a retrouvé la liberté jusqu’au procès. Il reste inculpé formellement de 9 chefs d’accusation différents, notamment pour abus sexuel sur enfants et relations avec un adolescent. Sur les 10 accusés, deux sont encore en détention préventive.

- 16 juin 2004 : La cour d’appel de Lisbonne ayant décidé au début de mois de cesser les poursuites contre l’ex-ministre socialiste de l’emploi Paulo Pedroso, le célèbre présentateur de télévision Herman José et l’archéologue Francisco Alves. Le ministère public et les victimes ont fait appel de la décision alors que selon eux, il existe de «forts indices» permettant de les juger. Paulo Pedroso était accusé de 23 crimes d’abus sexuels sur des mineurs de l’institution publique Casa Pia.

- 10 août 2004 : Le directeur de la police judiciaire portugaise a présenté lundi sa démission, dans le cadre d’une affaire d’enregistrements qui auraient été volés à un journaliste enquêtant sur le scandale pédophile de la Casa Pia.

- 25 novembre 2004 : Ouverture du procès de l’affaire au tribunal de Boa Hora.

- 4 septembre 2010 : 6 des 7 accusés sont condamnés à la prison par le tribunal de première instance de Lisbonne : Carlos Silvino, ancien chauffeur, 18 ans de prison ; Carlos Cruz, ancien animateur télé, 7 ans ; Ferreira Diniz, médecin de l'institution, 7 ans ; Jorge Ritto, ancien ambassadeur, 6 ans et 8 mois ; Hugo Marçal, avocat, 6 ans et 2 mois ; Manuel Abrantes, 5 ans et 9 mois. Gertrudes Nunes, propriétaire de la maison, est acquittée.
- 7 novembre 2018 Le septième accusé a été trouvé au Guatemala.

## Pour la petite histoire
- La demande d’assistance judiciaire pour les frais du procès, que Paula Cruz avait déposée a été refusée : avec 197 euros de pension par mois comme seule ressource, elle n’a pas démontré, lui a-t-on répondu, qu’elle n’a pas les moyens d’y faire face.

- Lorsque le présentateur Carlos Cruz (en) a été inculpé, une manifestation de téléspectateurs a eu lieu devant le siège de la PJ pour le soutenir.

- L’humoriste vedette de la télévision portugaise Herman José a été également inculpé mais laissé en liberté, et il a pu faire une grande émission télévisée d’autodéfense à sa gloire au cours de laquelle des « beautiful people » ont défilé pour le congratuler.